# Reason Studios
Propellerhead Software est un éditeur suédois de logiciels de MAO (Musique assistée par ordinateur). Il a notamment produit Reason, actuellement en version 12, un studio virtuel de composition comprenant un ensemble d'outils (sampler, synthétiseurs, effets, séquenceur...) et Rebirth RB-338, un studio virtuel émulant deux TB-303 (synthétiseur bassline à l'origine du son dit "acid", une TR-808 et une TR-909 (boîtes à rythmes) de la société Roland.
Record, sorti en 2009, est maintenant totalement intégré à Reason 6.